# Jörg Leichtfried
Jörg Leichtfried, né le 18 juin 1967 à Bruck an der Mur en Styrie, est un homme politique autrichien, membre du Parti social-démocrate d'Autriche (SPÖ).

## Biographie
Il est élu député européen pour la première fois lors des élections européennes de 2004, puis réélu en 2009 et en 2014. Il siège au sein du Groupe du Parti socialiste européen de 2004 à 2009, puis au sein de l'Alliance progressiste des socialistes et démocrates au Parlement européen, dont il est membre du bureau à partir de juin 2014.
Le 16 juin 2015, Jörg Leichtfried est nommé membre du gouvernement régional (landesrat) de Styrie, chargé du Transport, de l'Environnement, de l'Efficacité énergétique et du Sport dans le gouvernement de coalition SPÖ-ÖVP dirigé par Hermann Schützenhöfer. Il quitte alors le Parlement européen le 23 juin 2015 et est remplacé par Karoline Graswander-Hainz.